# 1-й Пехотный переулок
Пе́рвый Пехо́тный переу́лок — улица на северо-западе Москвы в районе Щукино Северо-Западного административного округа между Пехотной улицей и улицей Академика Курчатова.

## Происхождение названия
1-й и 2-й Пехотные переулки названы в 1958 году по соседней Пехотной улице, получившей в свою очередь название по соседним летним военным лагерям, где проводились учения пехоты в XIX — начале XX веков. До 1958 года входил в состав Пехотной улицы.

## Описание
1-й Пехотный переулок начинается от Пехотной улицы напротив 2-го Пехотного переулка и проходит на запад до улицы Академика Курчатова.

## Учреждения и организации
по нечётной стороне:
- № 9/27 — Главный клинический военный госпиталь ФСБ РФ. Здание (строение 1) построено в 1951 году по проекту архитекторов С. В. Сергиевского и Е. Л. Кекушевой. Проект удостоен второй премии всероссийского конкурса на лучшие здания 1951 года[1].

по чётной стороне:
- № 4 — Московский центр труда и занятости молодежи «Перспектива»;
- № 6 — Центр гигиены и эпидемиологии ФМБА России.